# Lista över fornlämningar i Hudiksvalls kommun (Njutånger)
Lista över fornlämningar i Hudiksvalls kommun (Njutånger) är en förteckning av ett urval av de fornlämningar som finns i Njutånger i Hudiksvalls kommun.
| Namn                            | Lämningstyp  | Tillkomsttid | Historisk indelning    | Plats | Läge                 | ID-nr          | Bild                                 |
| ------------------------------- | ------------ | ------------ | ---------------------- | ----- | -------------------- | -------------- | ------------------------------------ |
| Njutånger 4:1                   | Stensättning |              | Njutånger, Hälsingland |       | 61.609903, 17.042712 | 10242600040001 | Ladda upp en bild av detta fornminne |
| Njutånger 6:1                   | Röse         |              | Njutånger, Hälsingland |       | 61.589724, 16.962564 | 10242600060001 | Ladda upp en bild av detta fornminne |
| Njutånger 6:3                   | Röse         |              | Njutånger, Hälsingland |       | 61.589480, 16.962748 | 10242600060003 | Ladda upp en bild av detta fornminne |
| Njutånger 11:1                  | Stensättning |              | Njutånger, Hälsingland |       | 61.594482, 16.985736 | 10242600110001 | Ladda upp en bild av detta fornminne |
| Njutånger 14:1                  | Röse         |              | Njutånger, Hälsingland |       | 61.613484, 17.020827 | 10242600140001 | Ladda upp en bild av detta fornminne |
| Njutånger 15:1                  | Stensättning |              | Njutånger, Hälsingland |       | 61.614134, 17.023931 | 10242600150001 | Ladda upp en bild av detta fornminne |
| Njutånger 16:1                  | Stensättning |              | Njutånger, Hälsingland |       | 61.598347, 16.974308 | 10242600160001 | Ladda upp en bild av detta fornminne |
| Njutånger 17:1                  | Stensättning |              | Njutånger, Hälsingland |       | 61.602868, 16.964778 | 10242600170001 | Ladda upp en bild av detta fornminne |
| Njutånger 18:1                  | Stensättning |              | Njutånger, Hälsingland |       | 61.600667, 16.963000 | 10242600180001 | Ladda upp en bild av detta fornminne |
| Njutånger 19:1                  | Stensättning |              | Njutånger, Hälsingland |       | 61.603003, 16.966927 | 10242600190001 | Ladda upp en bild av detta fornminne |
| Njutånger 19:2                  | Stensättning |              | Njutånger, Hälsingland |       | 61.603012, 16.966744 | 10242600190002 | Ladda upp en bild av detta fornminne |
| Njutånger 21:1                  | Stensättning |              | Njutånger, Hälsingland |       | 61.604343, 16.971344 | 10242600210001 | Ladda upp en bild av detta fornminne |
| Njutånger 21:2                  | Stensättning |              | Njutånger, Hälsingland |       | 61.604425, 16.971514 | 10242600210002 | Ladda upp en bild av detta fornminne |
| Njutånger 24:1                  | Stensättning |              | Njutånger, Hälsingland |       | 61.603503, 16.989320 | 10242600240001 | Ladda upp en bild av detta fornminne |
| Njutånger 24:2                  | Stensättning |              | Njutånger, Hälsingland |       | 61.603452, 16.989661 | 10242600240002 | Ladda upp en bild av detta fornminne |
| Njutånger 24:3                  | Röse         |              | Njutånger, Hälsingland |       | 61.603521, 16.989966 | 10242600240003 | Ladda upp en bild av detta fornminne |
| Njutånger 25:1                  | Röse         |              | Njutånger, Hälsingland |       | 61.596843, 17.004054 | 10242600250001 | Ladda upp en bild av detta fornminne |
| Njutånger 25:2                  | Stensättning |              | Njutånger, Hälsingland |       | 61.596930, 17.003791 | 10242600250002 | Ladda upp en bild av detta fornminne |
| Njutånger 26:1                  | Röse         |              | Njutånger, Hälsingland |       | 61.595547, 17.005469 | 10242600260001 | Ladda upp en bild av detta fornminne |
| Njutånger 26:2                  | Röse         |              | Njutånger, Hälsingland |       | 61.595447, 17.005191 | 10242600260002 | Ladda upp en bild av detta fornminne |
| Njutånger 29:1                  | Röse         |              | Njutånger, Hälsingland |       | 61.615752, 17.110859 | 10242600290001 | Ladda upp en bild av detta fornminne |
| Njutånger 29:2                  | Röse         |              | Njutånger, Hälsingland |       | 61.615256, 17.111238 | 10242600290002 | Ladda upp en bild av detta fornminne |
| Njutånger 30:1                  | Röse         |              | Njutånger, Hälsingland |       | 61.616640, 17.112903 | 10242600300001 | Ladda upp en bild av detta fornminne |
| Njutånger 31:1                  | Röse         |              | Njutånger, Hälsingland |       | 61.616099, 17.118455 | 10242600310001 | Ladda upp en bild av detta fornminne |
| Njutånger 31:2                  | Stensättning |              | Njutånger, Hälsingland |       | 61.616069, 17.118130 | 10242600310002 | Ladda upp en bild av detta fornminne |
| Njutånger 31:3                  | Stensättning |              | Njutånger, Hälsingland |       | 61.616169, 17.117530 | 10242600310003 | Ladda upp en bild av detta fornminne |
| Njutånger 32:1                  | Stensättning |              | Njutånger, Hälsingland |       | 61.610412, 17.119807 | 10242600320001 | Ladda upp en bild av detta fornminne |
| Njutånger 32:2                  | Stensättning |              | Njutånger, Hälsingland |       | 61.610266, 17.119935 | 10242600320002 | Ladda upp en bild av detta fornminne |
| Njutånger 32:3                  | Röse         |              | Njutånger, Hälsingland |       | 61.610071, 17.120442 | 10242600320003 | Ladda upp en bild av detta fornminne |
| Njutånger 33:1                  | Röse         |              | Njutånger, Hälsingland |       | 61.609358, 17.140318 | 10242600330001 | Ladda upp en bild av detta fornminne |
| Njutånger 33:2                  | Stensättning |              | Njutånger, Hälsingland |       | 61.609108, 17.139275 | 10242600330002 | Ladda upp en bild av detta fornminne |
| Njutånger 34:1                  | Röse         |              | Njutånger, Hälsingland |       | 61.609391, 17.138058 | 10242600340001 | Ladda upp en bild av detta fornminne |
| Njutånger 35:1                  | Röse         |              | Njutånger, Hälsingland |       | 61.611256, 17.232687 | 10242600350001 | Ladda upp en bild av detta fornminne |
| Njutånger 35:2                  | Röse         |              | Njutånger, Hälsingland |       | 61.611119, 17.232749 | 10242600350002 | Ladda upp en bild av detta fornminne |
| Njutånger 35:3                  | Stensättning |              | Njutånger, Hälsingland |       | 61.611393, 17.232411 | 10242600350003 | Ladda upp en bild av detta fornminne |
| Njutånger 36:1                  | Hög          |              | Njutånger, Hälsingland |       | 61.609629, 17.232877 | 10242600360001 | Ladda upp en bild av detta fornminne |
| Njutånger 37:1                  | Röse         |              | Njutånger, Hälsingland |       | 61.600406, 17.224913 | 10242600370001 | Ladda upp en bild av detta fornminne |
| Jättegraven (Njutånger 38:1)    | Gravfält     |              | Njutånger, Hälsingland |       | 61.599683, 17.227212 | 10242600380001 | Ladda upp en bild av detta fornminne |
| Njutånger 39:1                  | Röse         |              | Njutånger, Hälsingland |       | 61.584927, 17.112415 | 10242600390001 | Ladda upp en bild av detta fornminne |
| Rödhälla skans (Njutånger 41:1) | Fornborg     |              | Njutånger, Hälsingland |       | 61.603339, 17.132143 | 10242600410001 | Ladda upp en bild av detta fornminne |
| Njutånger 42:1                  | Röse         |              | Njutånger, Hälsingland |       | 61.600523, 17.128686 | 10242600420001 | Ladda upp en bild av detta fornminne |
| Njutånger 43:1                  | Röse         |              | Njutånger, Hälsingland |       | 61.599430, 17.131707 | 10242600430001 | Ladda upp en bild av detta fornminne |
| Njutånger 43:2                  | Röse         |              | Njutånger, Hälsingland |       | 61.599993, 17.130811 | 10242600430002 | Ladda upp en bild av detta fornminne |
| Njutånger 44:1                  | Röse         |              | Njutånger, Hälsingland |       | 61.597403, 17.131924 | 10242600440001 | Ladda upp en bild av detta fornminne |
| Njutånger 44:2                  | Stensättning |              | Njutånger, Hälsingland |       | 61.597418, 17.132134 | 10242600440002 | Ladda upp en bild av detta fornminne |
| Njutånger 44:3                  | Röse         |              | Njutånger, Hälsingland |       | 61.597357, 17.131123 | 10242600440003 | Ladda upp en bild av detta fornminne |
| Njutånger 45:1                  | Röse         |              | Njutånger, Hälsingland |       | 61.595463, 17.129899 | 10242600450001 | Ladda upp en bild av detta fornminne |
| Njutånger 45:2                  | Stensättning |              | Njutånger, Hälsingland |       | 61.595386, 17.130204 | 10242600450002 | Ladda upp en bild av detta fornminne |
| Njutånger 45:3                  | Röse         |              | Njutånger, Hälsingland |       | 61.595235, 17.129995 | 10242600450003 | Ladda upp en bild av detta fornminne |
| Njutånger 46:1                  | Röse         |              | Njutånger, Hälsingland |       | 61.616378, 17.116054 | 10242600460001 | Ladda upp en bild av detta fornminne |
| Gammelhamnen (Njutånger 47:1)   | Fiskeläge    |              | Njutånger, Hälsingland |       | 61.597588, 17.226724 | 10242600470001 | Ladda upp en bild av detta fornminne |
| Njutånger 48:1                  | Röse         |              | Njutånger, Hälsingland |       | 61.586727, 17.118179 | 10242600480001 | Ladda upp en bild av detta fornminne |
| Njutånger 49:1                  | Stensättning |              | Njutånger, Hälsingland |       | 61.586766, 17.047188 | 10242600490001 | Ladda upp en bild av detta fornminne |
| Njutånger 51:1                  | Röse         |              | Njutånger, Hälsingland |       | 61.592520, 17.146784 | 10242600510001 | Ladda upp en bild av detta fornminne |
| Njutånger 55:1                  | Röse         |              | Njutånger, Hälsingland |       | 61.612631, 17.108759 | 10242600550001 | Ladda upp en bild av detta fornminne |
| Njutånger 55:2                  | Stensättning |              | Njutånger, Hälsingland |       | 61.612567, 17.108564 | 10242600550002 | Ladda upp en bild av detta fornminne |
| Njutånger 65:1                  | Stensättning |              | Njutånger, Hälsingland |       | 61.602252, 17.060677 | 10242600650001 | Ladda upp en bild av detta fornminne |
| Njutånger 72:1                  | Röse         |              | Njutånger, Hälsingland |       | 61.658605, 17.128478 | 10242600720001 | Ladda upp en bild av detta fornminne |
| Njutånger 74:1                  | Röse         |              | Njutånger, Hälsingland |       | 61.633018, 17.135098 | 10242600740001 | Ladda upp en bild av detta fornminne |
| Njutånger 81:1                  | Stensättning |              | Njutånger, Hälsingland |       | 61.630348, 17.089895 | 10242600810001 | Ladda upp en bild av detta fornminne |
| Njutånger 84:1                  | Stensättning |              | Njutånger, Hälsingland |       | 61.586195, 16.969518 | 10242600840001 | Ladda upp en bild av detta fornminne |
| Njutånger 84:2                  | Stensättning |              | Njutånger, Hälsingland |       | 61.586227, 16.969822 | 10242600840002 | Ladda upp en bild av detta fornminne |
| Njutånger 91:1                  | Gravfält     |              | Njutånger, Hälsingland |       | 61.614821, 17.052766 | 10242600910001 | Ladda upp en bild av detta fornminne |
| Njutånger 93:1                  | Stensättning |              | Njutånger, Hälsingland |       | 61.592406, 17.036046 | 10242600930001 | Ladda upp en bild av detta fornminne |
| Njutånger 97:1                  | Fiskeläge    |              | Njutånger, Hälsingland |       | 61.592650, 17.203701 | 10242600970001 | Ladda upp en bild av detta fornminne |
| Njutånger 98:1                  | Fiskeläge    |              | Njutånger, Hälsingland |       | 61.591135, 17.203669 | 10242600980001 | Ladda upp en bild av detta fornminne |
| Njutånger 102:1                 | Stensättning |              | Njutånger, Hälsingland |       | 61.608529, 17.231652 | 10242601020001 | Ladda upp en bild av detta fornminne |
| Njutånger 102:2                 | Stensättning |              | Njutånger, Hälsingland |       | 61.608856, 17.231505 | 10242601020002 | Ladda upp en bild av detta fornminne |
| Njutånger 116:1                 | Stensättning |              | Njutånger, Hälsingland |       | 61.629512, 17.049018 | 10242601160001 | Ladda upp en bild av detta fornminne |
| Njutånger 137:1                 | Fiskeläge    |              | Njutånger, Hälsingland |       | 61.593359, 17.200703 | 10242601370001 | Ladda upp en bild av detta fornminne |